# نائومی فان آس
نائومی فان آس (انگلیسی: Naomi van As؛ زادهٔ ۲۶ ژوئیهٔ ۱۹۸۳) بازیکن هاکی روی چمن اهل هلند است.
نائومی فان آس در طول دوران حرفه‌ای خود به عنوان یکی از بهترین بازیکنان هاکی روی چمن جهان شناخته شده است. او در تیم ملی هلند قهرمان جام جهانی هاکی روی چمن در سال‌های ۲۰۰۶، ۲۰۱۰ و ۲۰۱۴ بوده است. همچنین در المپیک‌های تابستانی ۲۰۰۸ و ۲۰۱۲ نیز موفق به کسب مدال طلا شد.
پس از بازنشستگی از هاکی روی چمن، نائومی فان آس به عنوان تحلیلگر در شبکه تلویزیونی NOS فعالیت می‌کند.